# Kibichūō (Okayama)
Kibichūō (吉備中央町 Kibichūō-chō?) es un pueblo localizado en la prefectura de Okayama, Japón. En junio de 2019 tenía una población estimada de 10.981 habitantes y una densidad de población de 40,9 personas por km². Su área total es de 268,78 km².

## Geografía

### Localidades circundantes
- Prefectura de Okayama
  - Okayama
  - Sōja
  - Takahashi
  - Maniwa
  - Misaki

## Demografía
Según los datos del censo japonés, esta es la población de Toyono en los últimos años.
| Año del censo | Población |
| ------------- | --------- |
| 1995          | 15.507    |
| 2000          | 14.651    |
| 2005          | 14.040    |
| 2010          | 13.033    |
| 2015          | 11.950    |